# Jiří Havránek (fotbalista)
Jiří Havránek (* 9. ledna 1987) je český fotbalový brankář působící v FK Dobrovice.

## Klubová kariéra
Svoji fotbalovou kariéru začal v Libuši, odkud ještě jako dorostenec zamířil nejprve do Sparty Praha, poté se vrátil do Libuše a následně odešel do Bohemians Praha 1905. V roce 2008 se propracoval do prvního mužstva, odkud odešel hostovat do Zenitu Čáslav a o 3 roky později působil na hostování v Brozanech. V zimním přestupovém období ročníku 2014/15 odešel hostovat do Loko Vltavín.